# Damien Wayne
Damien Wayne Kostyal (né le 18 décembre 1971 à Honolulu, Hawaï) est un catcheur américain. Il travaille actuellement dans le circuit indépendant américain.

## Jeunesse
Damien Wayne Kostyal grandit en Virginie. Il est fan de catch notamment de Jim Crockett Promotions (en).

## Carrière

### Circuit Indépendant Américain (2002–...)
Le 14 février 2014, lui et Lance Erikson perdent contre The Iron Godz (Rob Conway et Jax Dane) et ne remportent pas les NWA World Tag Team Championship.
Lors de AML Live To Win 2015, il bat Raj Singh dans un Falls Count Anywhere No Disqualification Match.

## Palmarès
- Allied Independent Wrestling Federations
  - 1 fois AIWF World Heavyweight Championship

- Dangerous Adrenaline Wrestling Gladiators
  - 1 fois DAWG Championship (Plus Long Règne)

- G.O.U.G.E. Wrestling
  - 1 fois G.O.U.G.E. North Carolina Championship (actuel)

- NWA CIW
  - 1 fois NWA Midwest Tag Team Championship avec Lance Erikson (actuel)

- NWA EDGE
  - 3 fois NWA National Heavyweight Championship[5]

- NWA Fusion/NWA Virginia
  - 4 fois NWA Virginia Heavyweight Championship/NWA Continental Heavyweight Championship
  - 1 fois NWA Virginia Tag Team Championship avec Mike Booth
  - King of the Mid-Atlantic Tournament (2010)

- NWA Pro
  - 1 fois NWA North American Heavyweight Championship[6]

- NWA Smoky Mountain
  - 1 fois NWA Mid Atlantic Tag Team Championship avec Lance Erikson (actuel)

- NWA Southern All-Star Wrestling
  - 1 fois NWA Southern Tag Team Championship avec Lance Erikson
  - 1 fois NWA United States Tag Team Championship avec Lance Erikson (actuel)

- Old School Federation
  - 1 fois OSF Championship (actuel)

- Squared Circle Wrestling Alliance
  - 1 fois SCWA Championship (actuel)

- Squared Circle Wrestling Alliance
  - 1 fois Vanguard Championship Wrestling
  - 2 fois VCW Tag Team Championship avec Mike Booth
  - 1 fois VCW United States Liberty Championship (actuel)